# The Kooks
A The Kooks egy angol indie rock zenekar, mely az angliai Brightonban alapult 2004-ben. Nevüket David Bowie Kooks című száma ihlette. Tagjai Luke Pritchard (vokál, gitár), Hugh Harris (gitár), Paul Garred (dob) és Peter Denton (basszusgitár). Első sikerüket a Naive című kislemezük hozta meg, amely 5. helyet ért el a UK slágerlistán, majd 2006-ban a 19. legjobban eladott album lett. Bemutatkozó albumukból az Inside in/Inside Out-ból több mint 2 millió példányt adtak el világszerte. Második stúdióalbumuk, a Konk 2008 áprilisában jelent meg, és egyből a brit albumlista (UK Album Charts) első helyére szökött.

## Történet

### Formáció
A The Kooks eredeti tagjai mind diákokként találkoztak a Brighton Institute of Modern Music iskolában. A művészek/zenekarok, mint például Neil Young, a The Police és a The Rolling Stones zenéjének hatására Pritchard úgy döntött, hogy alapít egy zenekart. Max Raffetyt kérte fel basszistának, aki örömmel csatlakozott Luke-hoz. Miután Paul Garred és Hugh Harris is belépett a zenekarba, elkezdtek kisebb előadásokat, koncerteket adni Brightonban és környékén. Első számuk a The Strokestól a Reptilia szám átdolgozása/cover változata volt. Habár a zenekar csak 2-3 hónapja volt együtt, máris lemezajánlatot kaptak egy stúdiótól. Egy interjúban a musicohm.com-mal Pritchard így beszél az esetről: „Minden olyan gyorsan történt, csináltunk egy demo-t egy londoni stúdiós ismerősömmel, amit aztán elküldtünk egy fickónak azért, hogy szervezzen pár koncertet, és egyszer csak ő lett a menedzserünk.” Így igazoltak a Virgin Records lemezkiadóhoz, habár állításuk szerint még nem álltak készen rá: „Nagyon korai volt leszerződni egy kiadóhoz, megmondom őszintén túl fiatalok voltunk, és alig 2-3 hónapja volt együtt az együttes. Tehát igazán nem akartunk ilyen hamar belevágni, de aztán úgy gondoltuk, ez egy remek lehetőség, és a Virgin emberei is nagyon jó fejnek tűntek, úgy látszott értik, hogy mit is akarunk.”
 Nem sokkal ezután, a Virgin megpróbálta levédetni a zenekar nevét, mivel kiderült, hogy egy svéd zenekar is ugyanezen a néven fut, akik már lemezt is adtak ki a '90-es években.

### Inside in/Inside out (2006)
Mikor a The Kooks leszerződött a Virginhez, nem akartak egyből lemezt kiadni, inkább szerettek volna dalokat írni, és élőben koncerteket adni. Mikor első turnéjuk véget ért, elkezdték felvenni bemutatkozó albumukat, az Inside in/Inside out-ot, a Konk Stúdióban, Londonban. A Tony Hoffer közreműködésével készített album 2006 januárjában jelent meg, és az első héten csupán 19 098 db-t adtak el belőle. Ugyanakkor az album a Brit albumlista 2. helyén büszkélkedhetett. Az első szám amely slágerré vált az albumból az Eddie's gun volt, és a top 40 listára is felkerült. Az Inside in/Inside outból az Eddie's Gunon kívül még 5 szám került a listára, köztük a Naive és a She moves in her own way című szám. A Prefix magazin szerint az album egy majdnem tökéletes keveréke a 60-as és a 90-es évek britpopjának, és az új évezred post-punk stílusának, s az újság a 10-es skáláján 8-assal jutalmazta a zenekart.
Számlista:
1. Seaside
2. Sea the World
3. Sofa Song
4. Eddie's Gun
5. Ooh La
6. You Don't Love Me
7. She Moves in Her Own Way
8. Matchbox
9. Naive
10. I Want You Back
11. If Only
12. Jackie Big Tits
13. Time Awaits
14. Got No Love
15. Do You Love Me Still?

### Konk (2008)
Második albumuk címe Konk lett, a Konk stúdió neve után. A Konk a Brit albumlista legtetejére került, és az első héten 65 901 példányt adtak el belőle. Az albumon található Always where I need to be című szám a Top 50 listán 3. helyezést ért el.
Számlista:
1. See the Sun
2. Always Where I Need to Be
3. Mr. Maker
4. Do You Wanna
5. Gap
6. Love It All
7. Stormy Weather
8. Sway
9. Shine on
10. Down to the Market
11. One Last Time
12. Tick of Time
13. All Over Town

### Junk of the Heart (2011)
2011. szeptember 12-én jelent meg harmadik nagy albumuk Junk of the Heart címmel.
Számlista:
1. Junk of the Heart (Happy)
2. How'd You Like That
3. Rosie
4. Taking Pictures of You
5. Fuck the World Off
6. Time Above the Earth
7. Runaway
8. Is It Me
9. Killing Me
10. Petulia
11. Eskimo Kiss
12. Mr. Nice Guy

### Max Rafferty távozása
A basszista 2008. január 31-én végleg kilépett a zenekarból, folyamatos távollétei, betegsége, a zenekarban elfoglalt helyének rosszalló híresztelései, és drogproblémái miatt. Max távozása után a zenekar a feloszláson gondolkozott, abba akarták hagyni a zenélést. De ahogy Luke nyilatkozott a The Sunnak, ezt nem tehették meg a rajongóik miatt. Végül egy másik basszista csatlakozott az együtteshez, és így aktív együttes maradtak.